# 帕尔莫诺什托劳
帕尔莫诺什托劳，是匈牙利南部巴奇-基什孔州所辖的一个村，总面积53.29平方公里，总人口2075，人口密度39人/平方公里（2002年）。地理坐标为46°38′N 19°57′E。